# Owstin (Adelsgeschlecht)

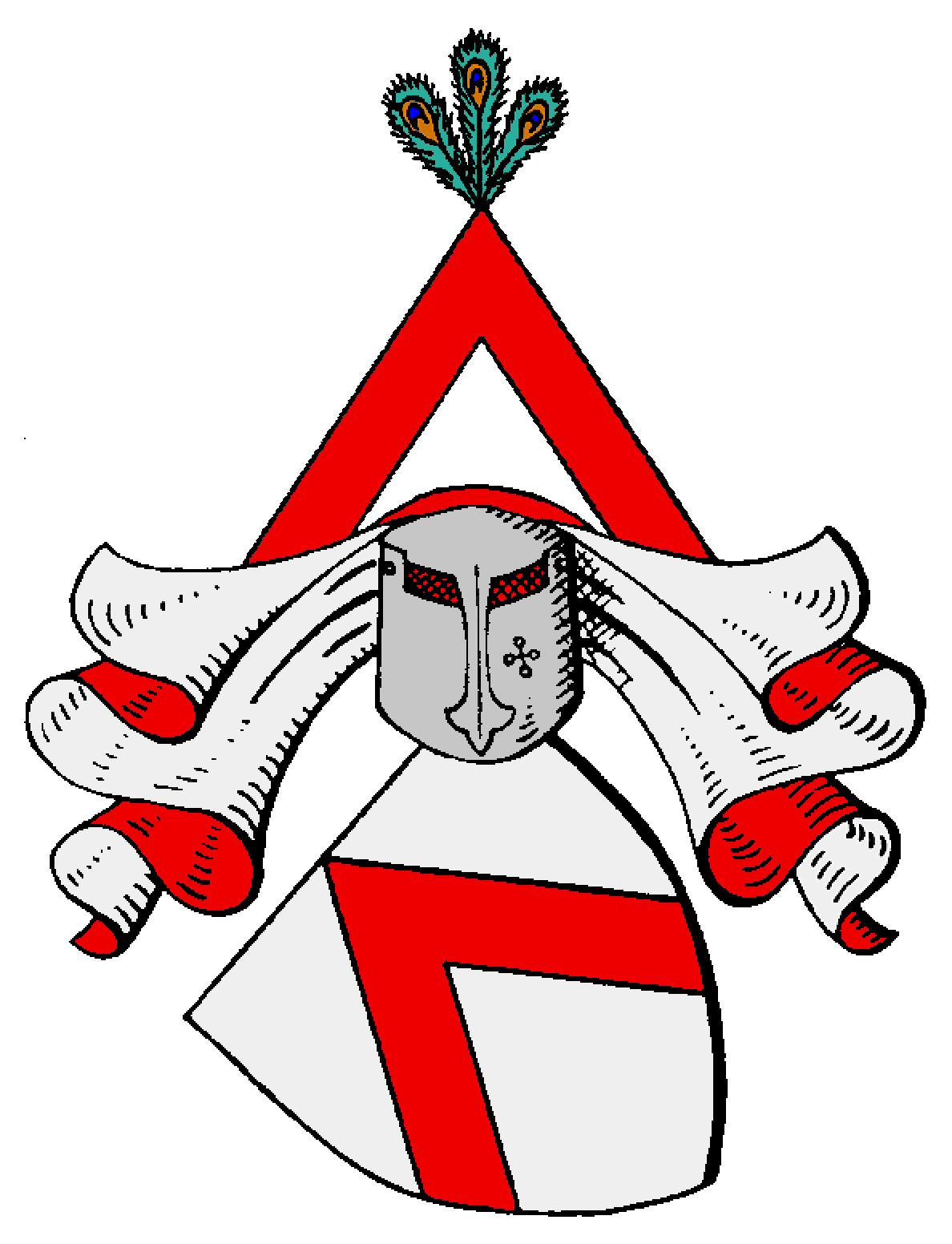
Wappen derer von Owstin

Die Herren von Owstin [ˈɔsti:n], ursprünglich [ˈaʊ̯sti:n] waren ein pommersches schlossgesessenes Adelsgeschlecht. Sie gehörten zu den Landsassen des Herzogtums Pommern-Wolgast (von 1648 bis 1815 Schwedisch-Pommerns, des heutigen Vorpommern).
Die Besitzungen der Familie befanden sich überwiegend im Raum östlich der Stadt Gützkow bis Jamitzow und nördlich der Peene. Hauptsitze waren bis 1670 Owstin und ab etwa 1485 Quilow.

## Geschichte

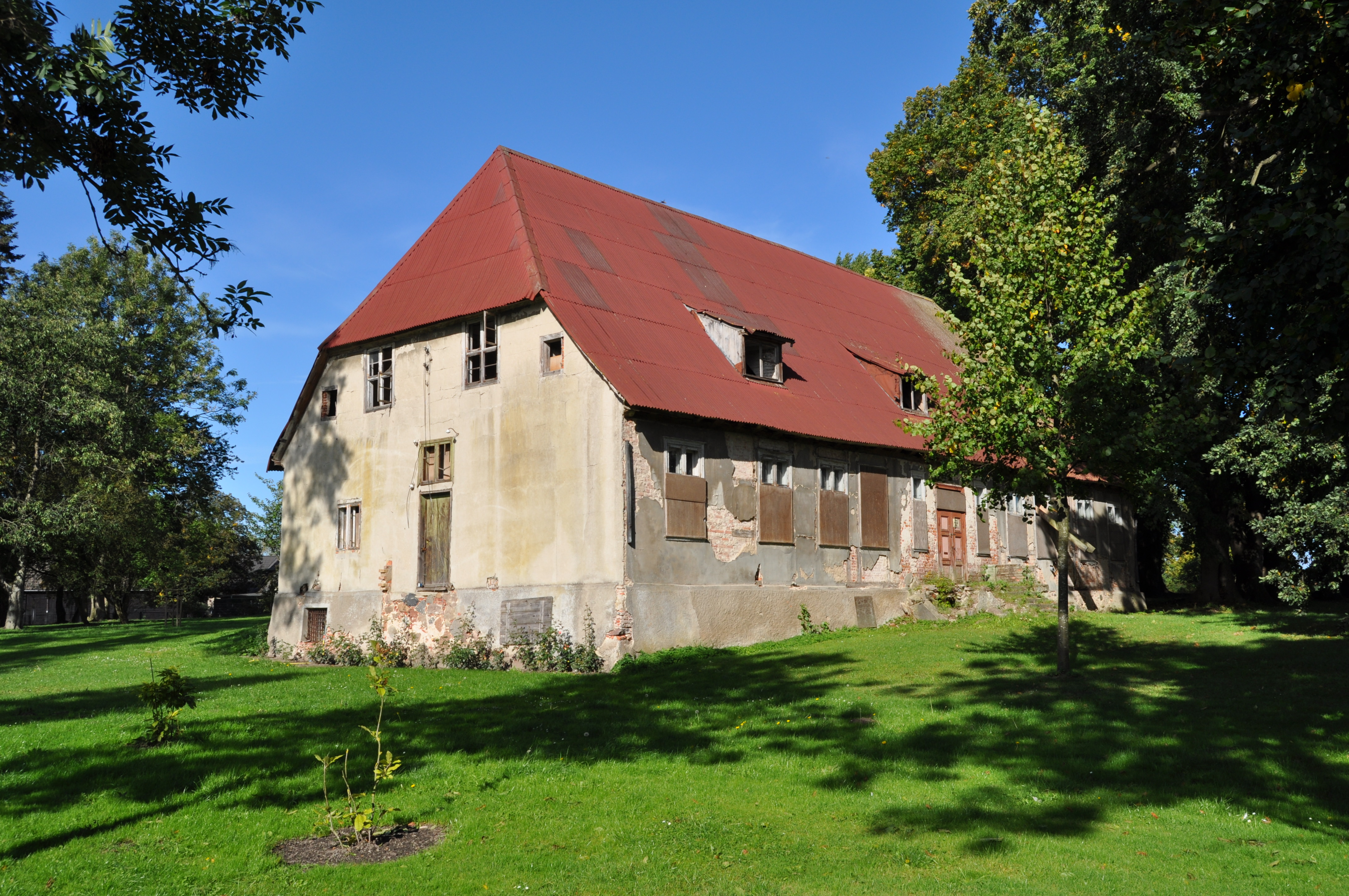
Gut Owstin

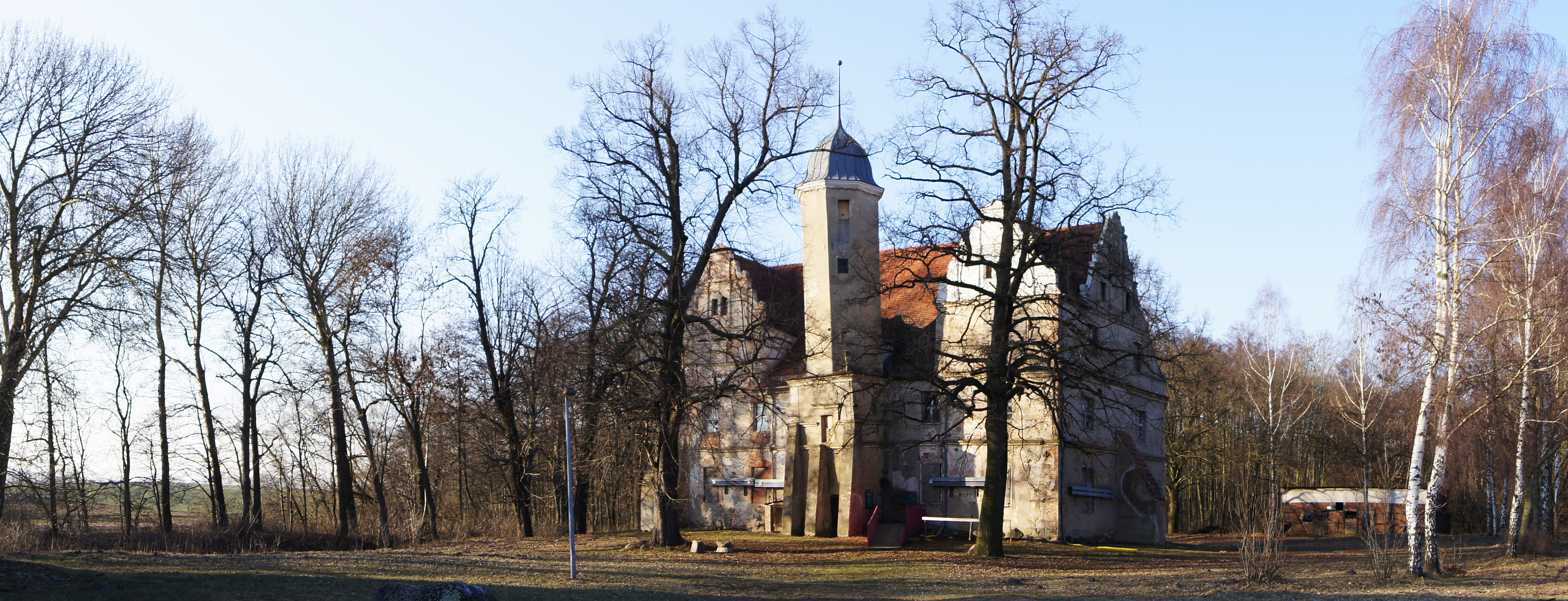
Schloss Quilow

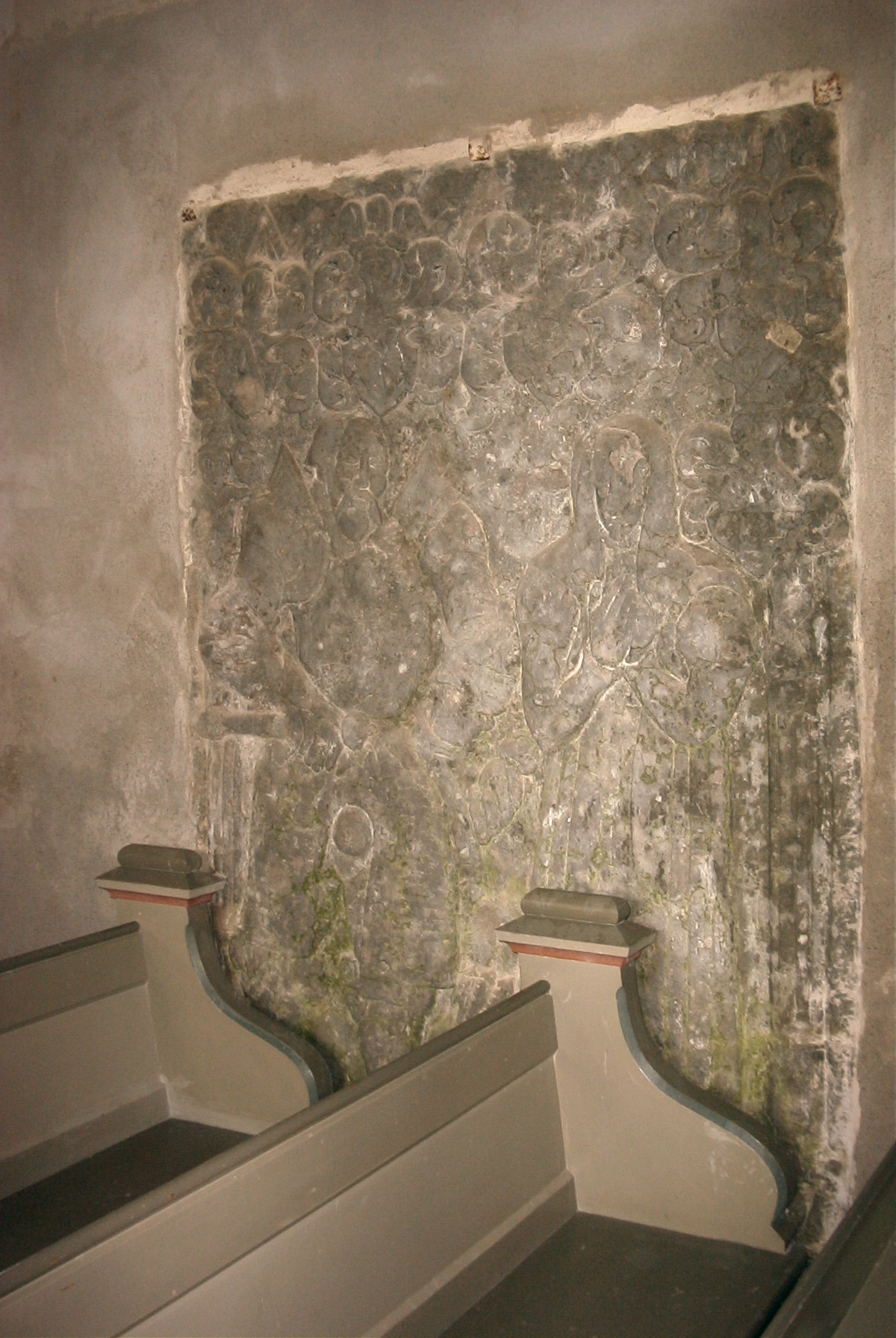
Grabplatte in der Dorfkirche Quilow: Roloff von Owstin (Bauherr des Schlosses Quilow) und Anna von Platen, nach 1591

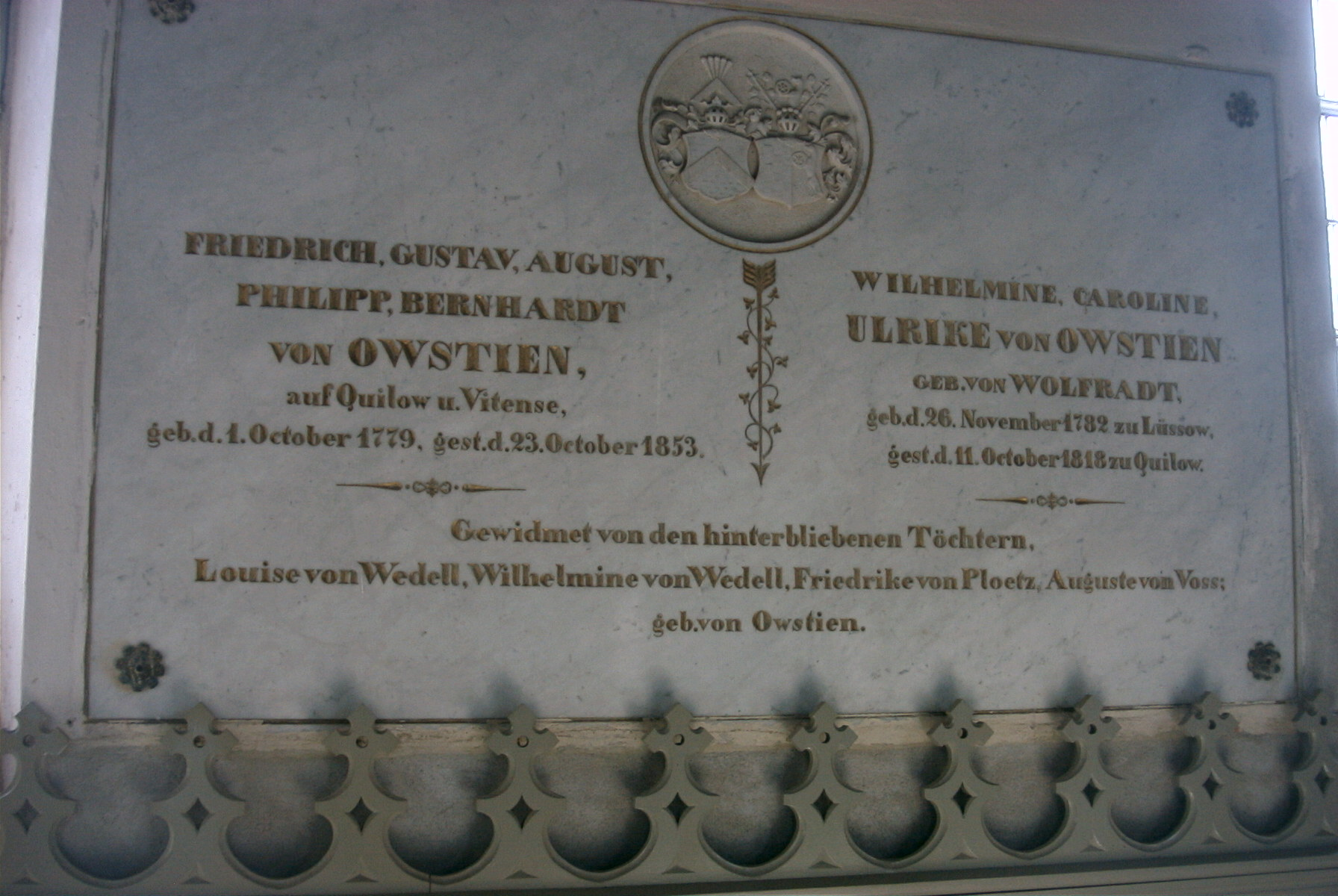
Gedenkplatte für die letzten Owstine, Friedrich von Owstien (1779–1853) und Ulrike von Wolffradt-Lüssow (1782–1818) in der Kirche Quilow

Das Uradelsgeschlecht, das seinen Stammsitz im gleichnamigen Gut Owstin bei Gützkow hatte, erscheint urkundlich erstmals am 3. Juni 1327 in Stralsund mit Martinus Owstin, „clericus Camynensis dyocesis“ als „publicus imperiali auctoritate notarius“. Als weiteres bekanntes Mitglied der Familie gilt Henning Awstin, der 1352 Fürstlicher Rat war und 1356 in einer Urkunde als Lehnsmann der Grafen von Gützkow genannt wurde. Nach dem Aussterben der Gützkower Grafen wurde 1372 ein Henning Owstin als Vogt der pommerschen Herzöge in Gützkow erwähnt.
In der ersten Hälfte des 15. Jahrhunderts standen die von Owstin gemeinsam mit den Herren von Pentin in Fehde mit der Stadt Greifswald. Die eigentliche Stammlinie beginnt 1435 mit Hinrik Owstin, der als Rat des Herzogs Wartislaw IX. bezeichnet wurde. Von 1420 bis 1780 besaßen die Owstin neben ihrem Stammsitz das Gut Klein Bünzow und von 1485 bis 1779 das Gut Ziethen.
1485 wurde erstmals Quilow in einem Lehnsbrief des Herzogs Bogislaw X. für Hans und Claus von Owstin genannt, der insgesamt 14 Güter umfasste, zu denen auch Dambeck gehörte. Das Gut Quilow hatten die Owstine vom Kloster Stolpe erworben, welches am gegenüberliegenden Ufer der Peene lag; 1499 kauften sie dem Kloster noch einen weiteren Hof in Quilow ab. Hans und Heinrich von Owstin gehörten 1496 zum Gefolge des Herzogs Bogislaw X. auf dessen Pilgerfahrt nach Palästina. Um 1560–70 errichtete Roloff von Owstin in Quilow ein Herrenhaus im Renaissancestil auf dem mittelalterlichen Turmhügel, umgeben von einem Wassergraben, das Wasserschloss Quilow. Das westlich an Quilow angrenzende Dorf Vitense war Pertinenz zum Hauptgut Quilow. Roloff erwarb auch das benachbarte Gut Pätschow als Pfandbesitz. In der Dorfkirche Quilow ist die steinerne Grabplatte mit Reliefs des Roloff von Owstin und seiner Ehefrau Anna von Platen erhalten.
1592 teilten deren Söhne Christoph und Joachim das Erbe auf, wobei Letzterer Quilow, Dambeck und Pätschow übernahm und durch seine Heirat mit Barbara von Neuenkirchen auch Jamitzow erhielt. Jamitzow kam später an einen eigenen Familienzweig, der 1698 ausstarb. Joachims Sohn Joachim Kuno von Owstin musste in den Wirren des Dreißigjährigen Krieges einige seiner Güter an die eingewanderte Familie von Wolffradt verpfänden; 1670 erwarb der Stralsunder Regierungsrat Hermann von Wolffradt auch das seit längerem verpfändete Stammgut Owstin und das zwischen Owstin und Quilow gelegene Gut Lüssow von der Familie. König Karl XII. von Schweden bewilligte den Owstin die Gründung eines neuen Ritterguts aus sechs Bauernhöfen in Menzlin, das sie bis 1841 besaßen.
Mehrere Angehörige der Familie bekleideten wichtige Hofämter im Herzogtum Pommern-Wolgast. Nach dem Aussterben der Greifenherzöge 1637 lagen die Owstin'schen Besitzungen bis 1815 in Schwedisch-Pommern; mehrere Familienmitglieder machten Karriere beim schwedischen Militär sowie in Justiz und Verwaltung, darunter Christian Gustaf von Owstin (1633–1676), Erbherr auf Quilow, und dessen Bruder, der schwedische Kapitän (Hauptmann) Khuen Heinrich von Owstin (1641–1677), gefallen 1677 im Nordischen Krieg auf Rügen. Deren reich geschnitzte barocke Epitaphe von 1676 und 1677 sind in der Dorfkirche Quilow erhalten.
Im 18. Jahrhundert schrieben einige Familienzweige und auch der letzte Namensträger der Quilower Linie einer Mode entsprechend ihren Namen von „Owstien“. Nach dem Übergang Schwedisch-Pommerns an Preußen 1815 und der nachfolgenden Eingliederung Vorpommerns in die Provinz Pommern dienten einige Owstins auch in der preußischen Armee, darunter drei Generäle.
Nach dem Aussterben der männlichen Linie der Owstins auf Quilow mit Friedrich Gustav August Philipp Bernhard von Owstin († 23. Oktober 1853) kam das Gut 1858 durch einen Vergleich samt Losverfahren an dessen dritte Tochter Sophia Carolina Friederike, die Frau des Landschaftsrates Carl Heinrich Georg Ludwig von Ploetz auf Schloss Stuchow im Kreis Cammin. Das Rittergut Quilow verblieb bis zur Enteignung 1945 im Besitz derer von Ploetz.

## Besitzungen
Zu den Besitzungen laut Lehnbrief gehörten: Quilow, Ziethen, Klein Bünzow, Ranzin, Lüssow, Menzlin, Pätschow, Pentin, Owstin, Balitz (Glödenhof), Dambeck, Karbow, Boltenhagen und Giesekenhagen. Einige dieser Orte waren nur teilweise im Besitz. Natürlich blieben in der geschichtlichen Folge nicht alle Besitzungen in der Hand der Familie.

## Wappen
In Silber (auch Gold) ein roter Sparren. Auf dem Helm mit rot-silbernen (rot-goldenen) Decken der rote Sparren, besteckt mit drei (auch fünf) natürlichen Pfauenfedern.
In der Kirche von Quilow hängt ein Wappenepitaph mit einem farbigen Wappen der Owstin.

## Bekannte Familienmitglieder
- Christoph von Owstin (1559–1629), herzoglich pommerscher Hofbeamter und Landrat
- Joachim Kuno von Owstin (1608–1668), deutscher Jurist, schwedisch-pommerscher Regierungsrat und mecklenburgischer Hofrat
- Joachim Rüdiger von Owstin (1634–1698), deutscher Jurist, Gerichtspräsident und schwedisch-pommerscher Regierungsrat
- Carl Philipp von Owstin (1736–1811), preußischer General der Infanterie
- August von Owstien (1771–1847), preußischer Generalmajor
- Georg von Owstin (1788–1868), preußischer Generalmajor
- Joachim-Friedrich von Owstien (1881–1970), deutscher Jurist